# Poedinok
Poedinok (Поединок) è un film del 1957 diretto da Vladimir Michajlovič Petrov.